# Quảng Bình (provincie)
Quảng Bình is een provincie van Vietnam.
In de provincie ligt het Phong Nha-Ke Bang National Park dat op de Werelderfgoedlijst van UNESCO staat.

## Districten
- Đồng Hới (stad)
- Le Thuy, Quảng Ninh, Bo Trach, Quảng Trạch, Tuyen Hoa, Minh Hoa

## Rivieren
De belangrijkste waterlopen zijn:
- de Gianh (sông Gianh), mondt uit in de zee in het westen en is meer dan 268 km lang
- de Nhat Le (sông Nhật Lệ), 86 km lang
- de Kien Giang (sông Kiến Giang), meer dan 58 km lang, Le Thuy
- de Long Dai (sông Long Đại), 77 km lang, Quang Ninh.
- de Ngàn Sâu (sông Ngàn Sâu), uit de Cai Tau en mondt uit in de provincie Kien Giang, 131 km lang
- de Son (sông Son), ongeveer ? km lang, in Phong Nha-Ke Bang
- de Dinh (sông Dinh), stroom voor ? km door Bo Trach

## Galerie

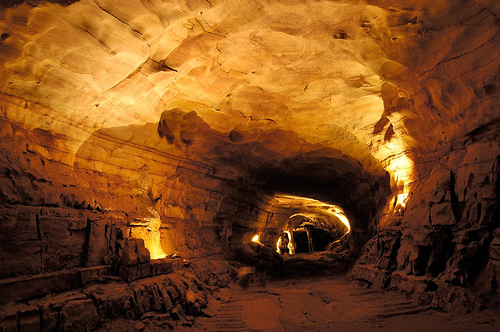
Phong Nha-Ke Bang
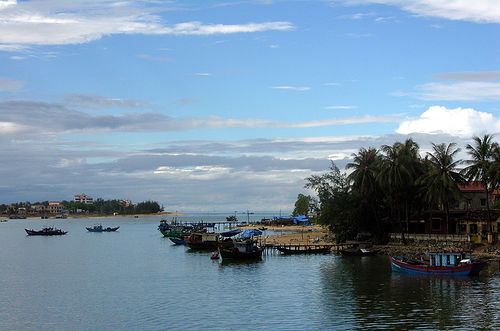
Nhat Le
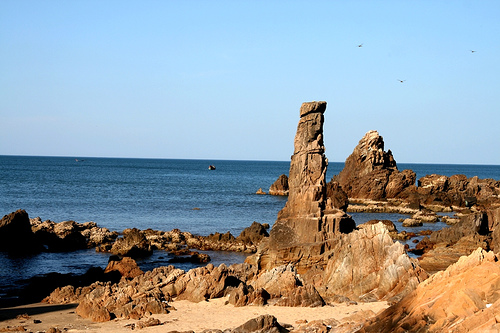
Da Nhay
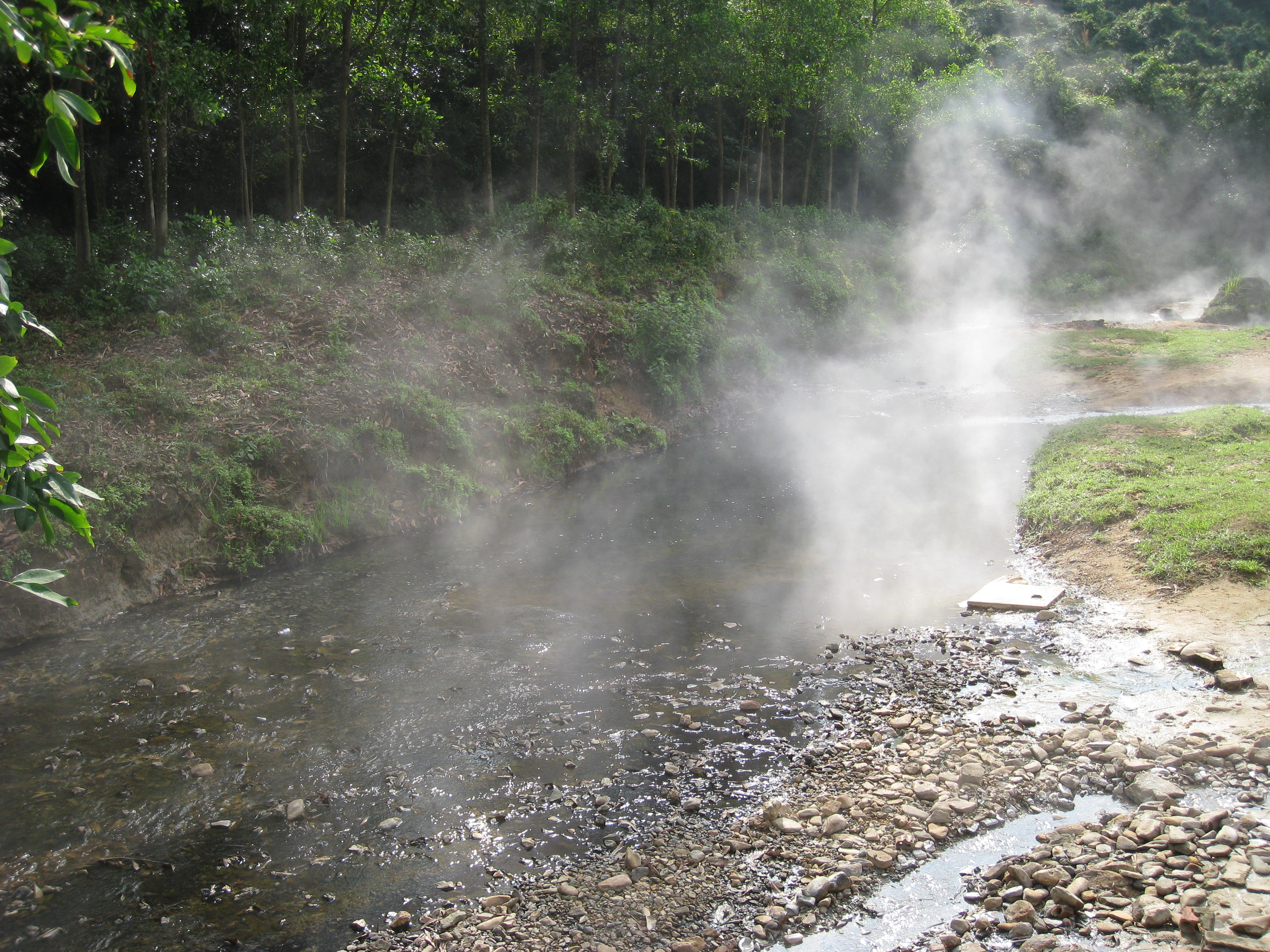
Bang Hot
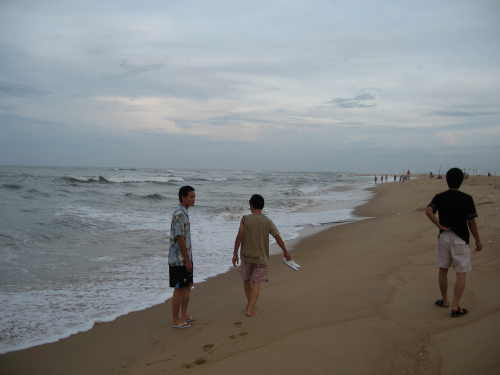
Nhat Le
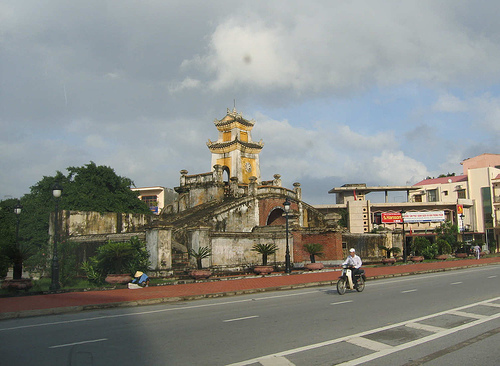
Quang Binh gate
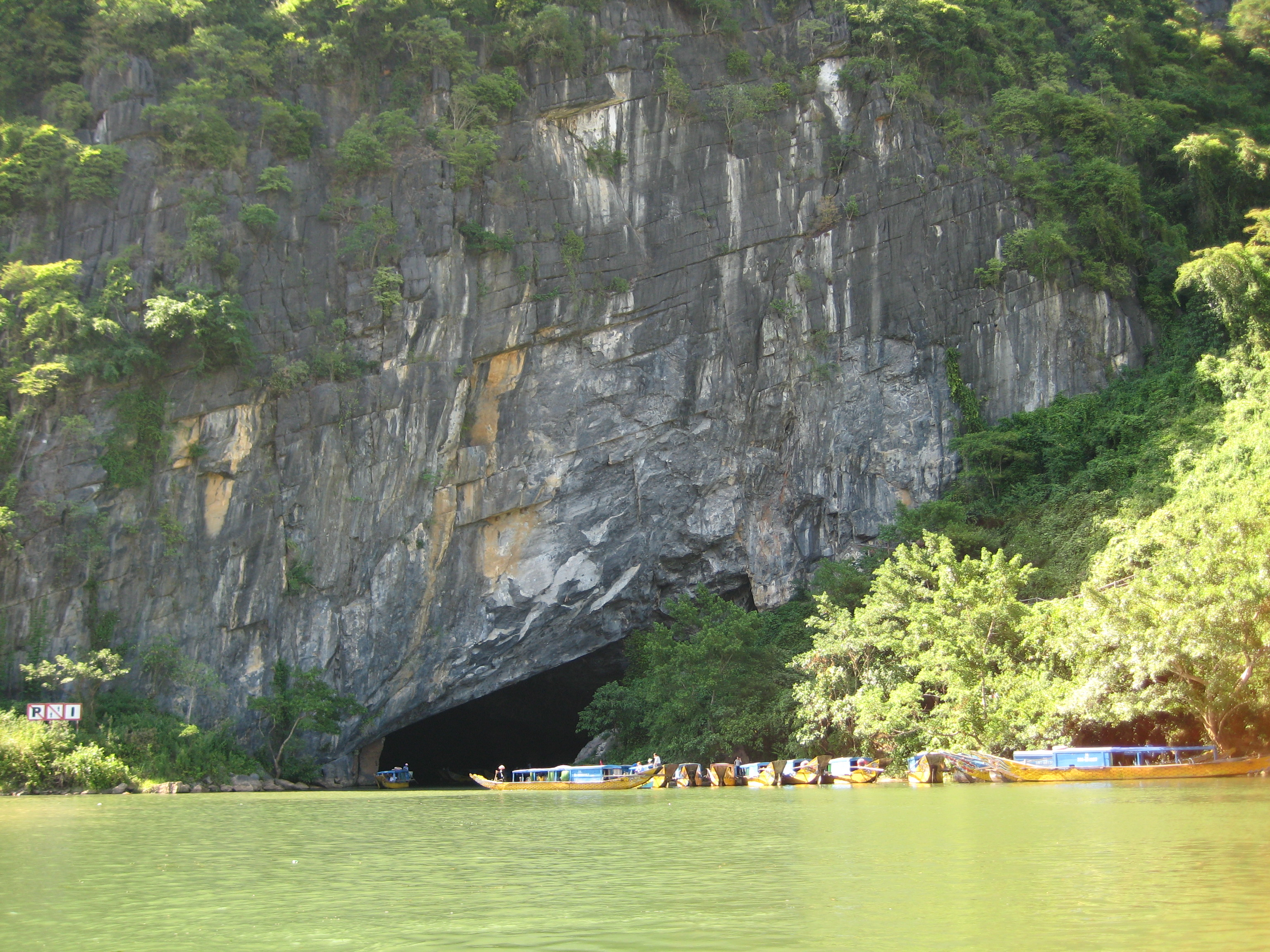
Phong Nha-Ke Bang
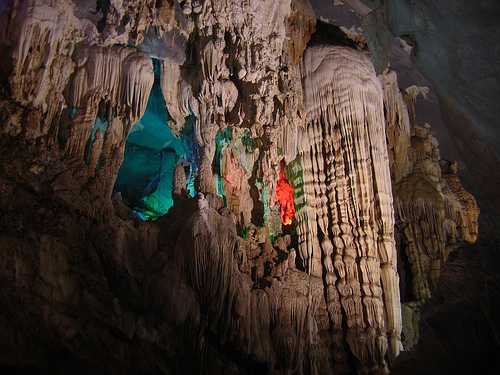
Phong Nha-Ke Bang

Hoofdstad: Đồng Hới